# Artocarpus rigidus
L'Artocarpus rigidus és una espècie de planta amb flors del gènere Artocarpus dins la família de les moràcies nativa d'Indoxina i la regió de Malèsia.

## Taxonomia
Aquest tàxon va ser publicat per primer cop l'any 1825 a l'obra Bijdragen tot de flora van Nederlandsch Indië per Carl Ludwig Blume.

### Sinònims
Els següents noms científics són sinònims d'Artocarpus rigidus:
- Artocarpus cuspidatus Griff.
- Artocarpus dimorphophyllus Miq.
- Artocarpus echinatus Roxb.
- Artocarpus muricatus W.Hunter
- Artocarpus rotundus (Houtt.) Panz.
- Artocarpus varians Miq.
- Saccus dimorphophyllus (Miq.) Kuntze
- Saccus kertau (Zoll. ex Miq.) Kuntze
- Saccus rigidus (Blume) Kuntze
- Saccus varians (Miq.) Kuntze